# Welden (Adelsgeschlecht)

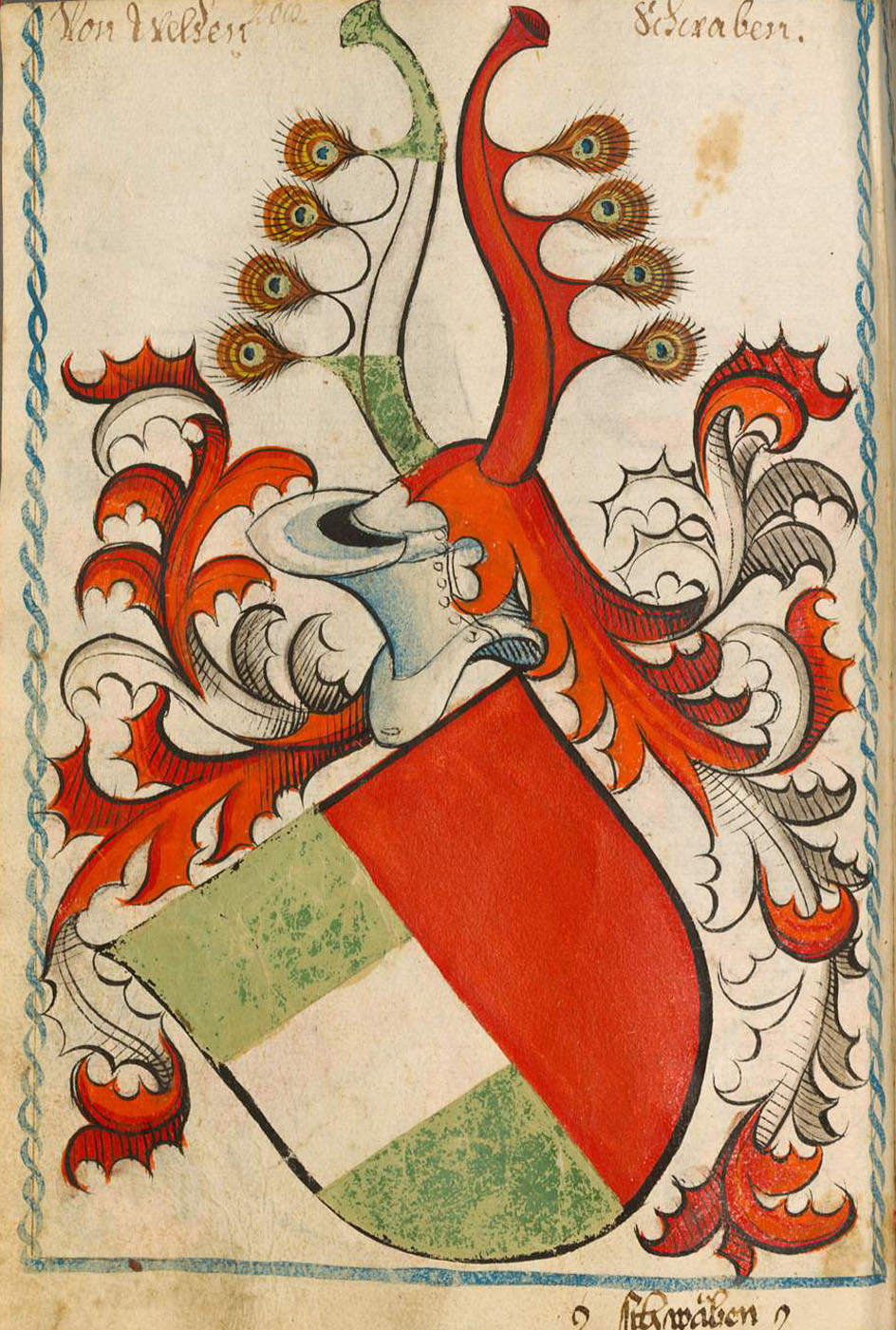
Stammwappen nach Scheibler, ca. 1470

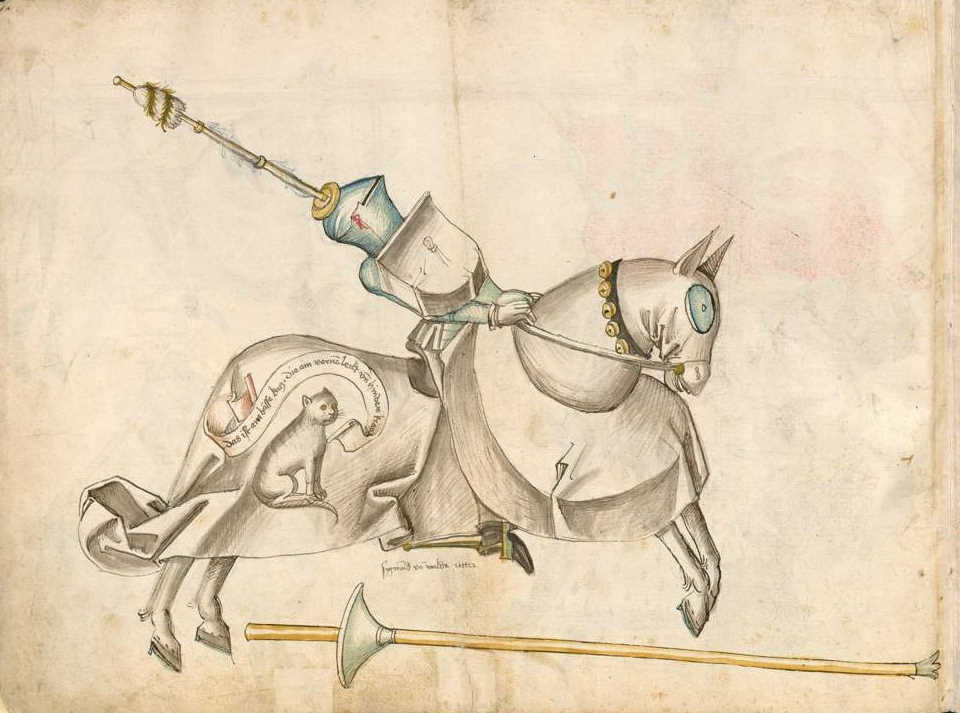
Sigmund von Welden

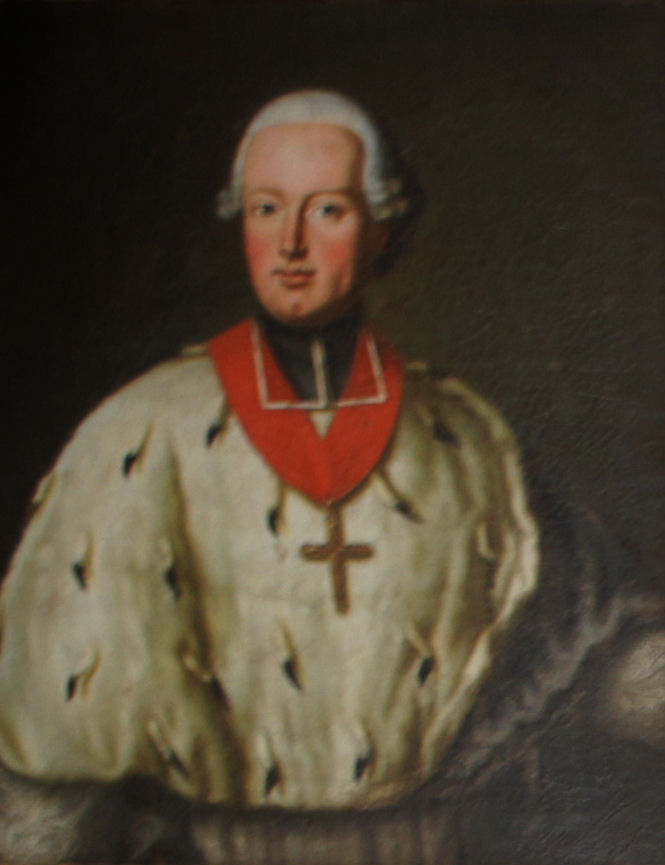
Fürstbischof Ludwig Joseph von Welden

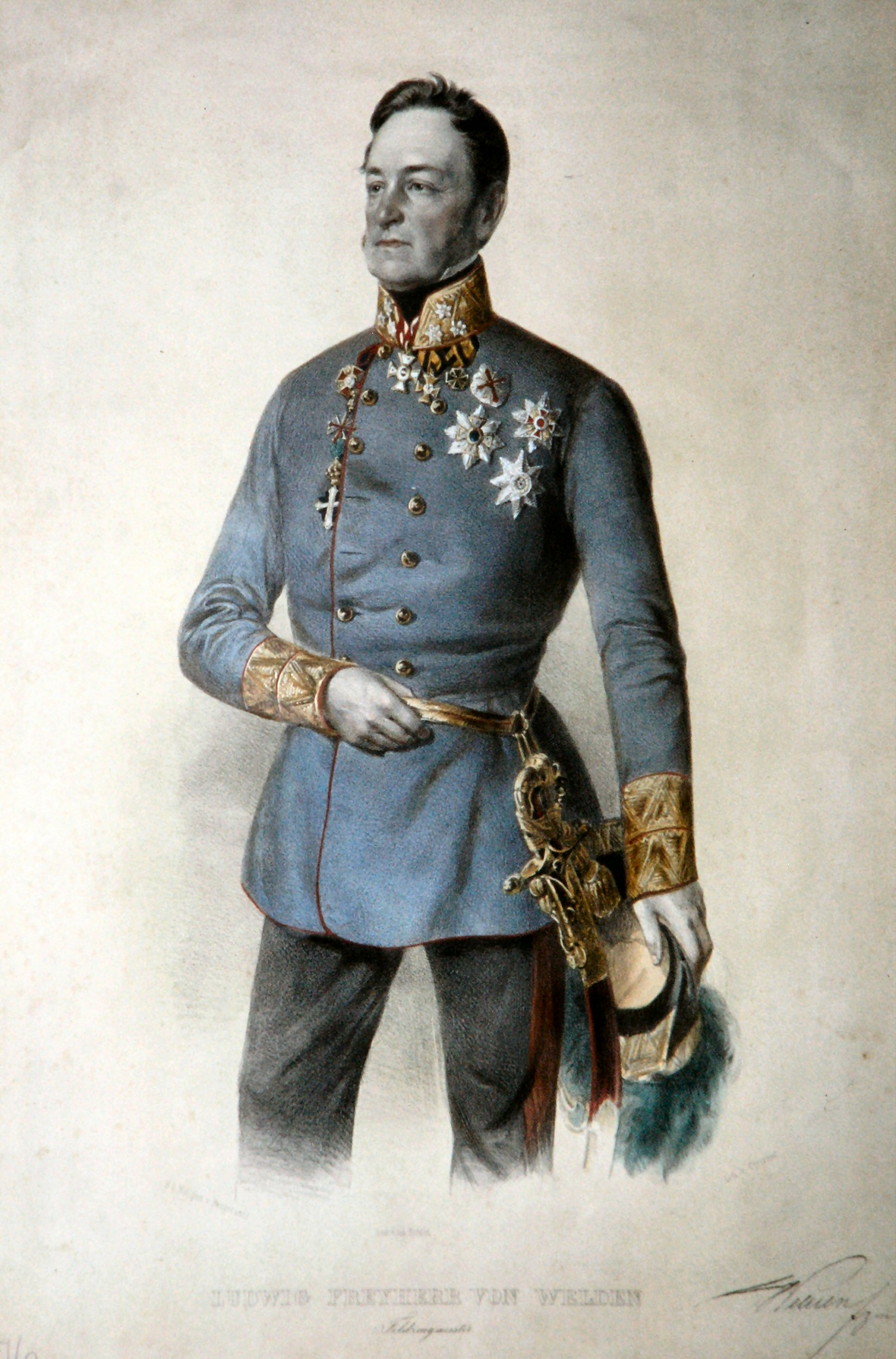
Ludwig von Welden

Welden ist der Name eines schwäbischen Uradelsgeschlechts, welches im 17. Jahrhundert in den Reichsfreiherrenstand erhoben wurde. Im 18. Jahrhundert blühte die Familie in den Linien Großlaupheim, Kleinlaupheim und Hochaltingen.

## Geschichte
Das alte angeblich fränkische Dienstmannen-Geschlecht, welches der Legende nach bereits um 980 den Adelsstand angehört haben soll, führte seinen Namen nach dem Stammsitz Welden bei Augsburg. Eine edelfreie Herkunft ist in den Quellen jedoch nicht belegbar. Die Herren von Welden waren zunächst Lehnsnehmer der Markgrafen von Burgau. Im 12. Jahrhundert erscheint Adalbert de Waeldiv als Zeuge, urkundlich 1202/1207 Anshalmus de Waldin, 1234 Wernher de Weldin und 1256 Ulricus miles de Waeldin. In der gestifteten Kirche Mariä Verkündigung in Welden fand 1206 vor dem Hochaltar Ritter Ulrich von Welden seine letzte Ruhestätte.
1379 belehnte Herzog Leopold III. Uz von Welden mit der Herrschaft. 1405 stiftete er einen Frühmesser und 1406 zusammen mit seiner Frau Verena von Stein der Kirche einen neuen Hochaltar. Die Burgherren erhielten 1402 über den Markt Welden die Blutgerichtsbarkeit von den Landvögten von Burgau. 1520 ernannte man Albrecht von Welden zum Erbschenk des Hochstiftes Augsburg. 1550 kauften die Brüder Michael und Carl von Welden von den Pappenheimern Erolzheim. Nach dem Bauernkrieg von 1582 belehnte Österreich das Geschlecht mit der Herrschaft Laupheim. 1585 erwarben die Familie von den Erben der Herren von Hürnheim Hochaltingen.
1591 fungierten Michael und Carl von Welden als Räte des Fürstbischofs von Augsburg. Aus wirtschaftlicher Not verkauften sie 1594 Erolzheim an Konrad von Bemmelberg und 1597 Welden um 140.000 Gulden an die Fugger. Im 17. Jahrhundert wurde die Familie in den Reichsfreiherrenstand erhoben. Kaiser Ferdinand III. ernannte Johann Jacob Freiherr von Welden zum Erbtruchsess. 1706 bekleidete Hieronymus von Welden das Amt des Obersthofmarschalls des Fürstbischofs von Eichstätt sowie des Amtspflegers von Nassenfels. Aus finanziellen Gründen gestatte 1724 Carl Damian von Welden in Laupheim die Gründung einer Jüdischen Gemeinde.
Johann Alexander von Welden vertrat als Ausschuss die schwäbische Reichsritterschaft. 1764 trat die Linie Hochaltingen den gleichnamigen Ort an die Grafen von Oettingen-Spielberg ab. Von 1766 bis 1788 amtierte Johann Ludwig Joseph von Welden als Fürstbischof von Freising. Carl Albrecht von Welden, Oberhaupt der Großlaupheimer Linie, war bis zu seinem Tode 1808 als k. k. Kämmerer, kurfürstlich-bayerischer Geheimrat und Oberamtmann zu Mayenberg. Die Linie Großlaupheim gründete im 19. Jahrhundert ein Familienfideikommiss. Bis zur Säkularisation führte das jeweilige Linien-Oberhaupt den Titel eines Erbschenk des Hochstifts Augsburg.
Constantin Ludwig von Welden diente seit 1792 als Hofrat des Fürstbischofs von Würzburg und darauf von 1815 bis 1832 Generalkreiskommissär des Obermainkreises. Zu den bekanntesten Mitgliedern gehörte Ludwig von Welden, österreichischer Feldzeugmeister und zeitweise Oberkommandierender der Armee des Kaisertums Österreich in Ungarn. Seine Tochter heiratete den österreichischen Politiker Richard Belcredi. Georg Karl von Welden war zuletzt Regierungspräsident von Schwaben und Neuburg. 1864 kaufte Max August von Welden die Hofmark Leutstetten. 1875 erwarb Prinz Ludwig von Bayern von den Freiherr von Welden Leutstetten.

## Besitzungen
- Welden 12. Jahrhundert–1597
- Erolzheim 1550–1594
- Nefsried 1550–?
- Laupheim 1582–?
- Hochaltingen 1585–1764
- Leutstetten 1864–1875

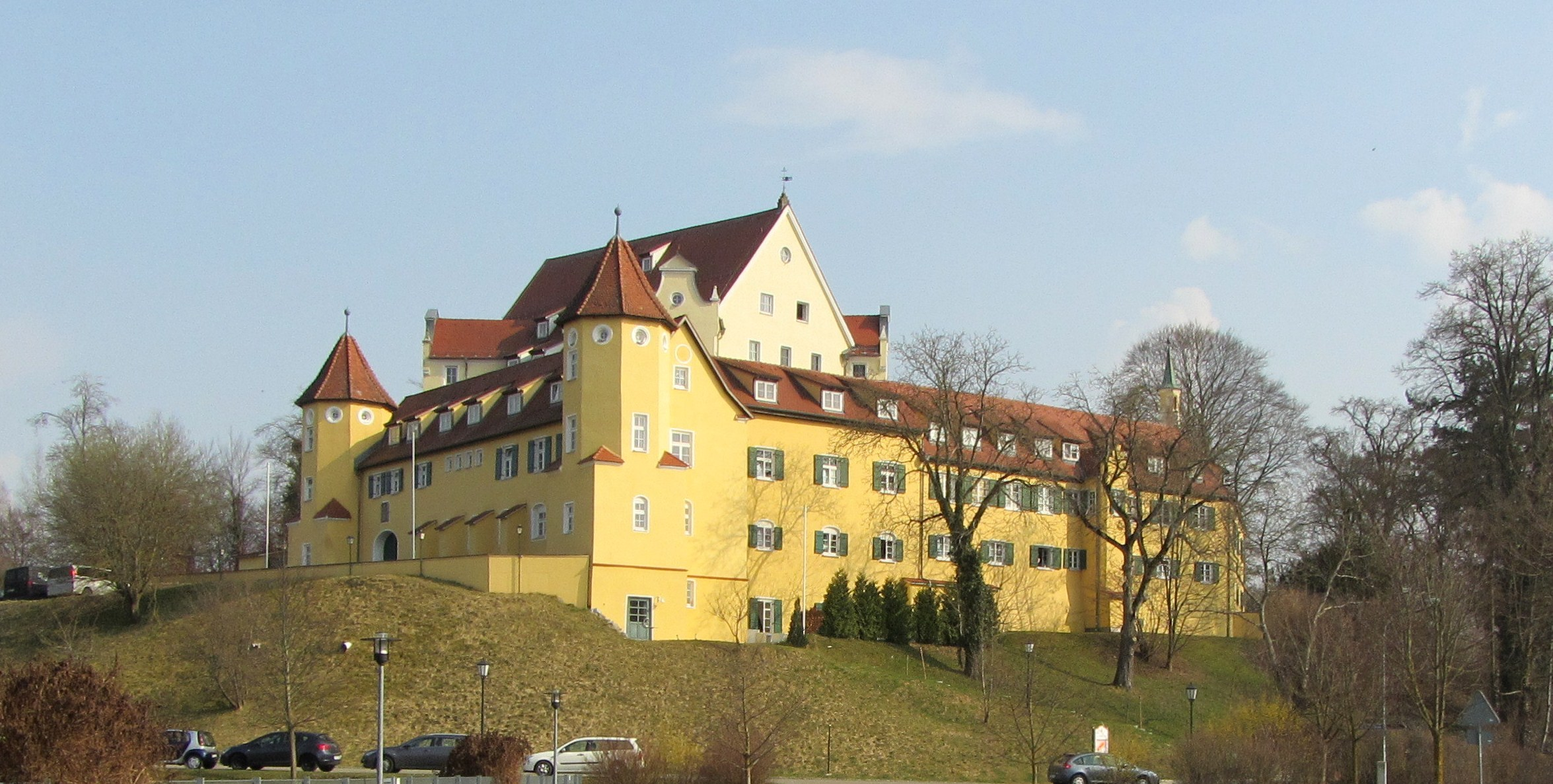
Schloss Erolzheim
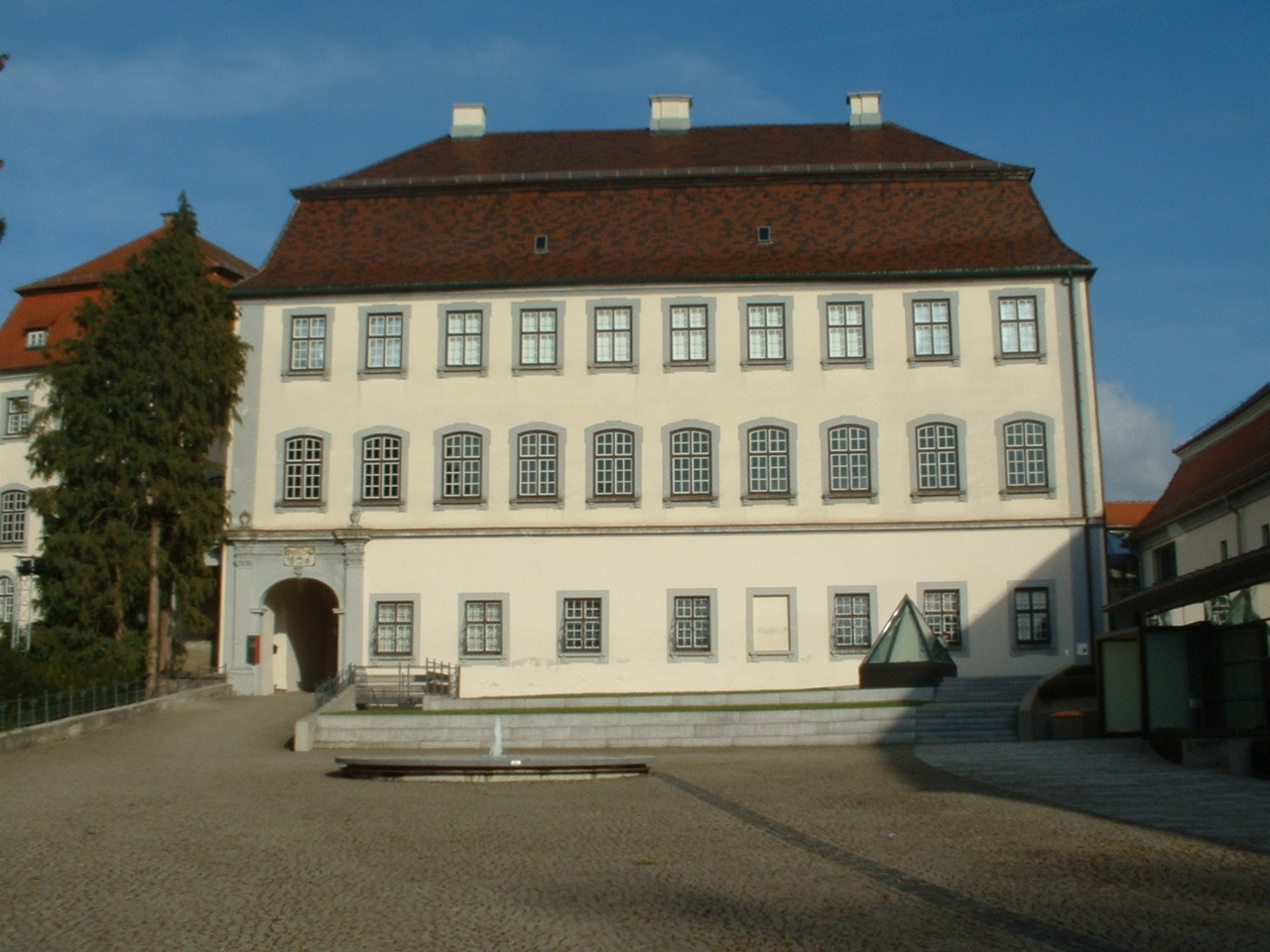
Schloss Großlaupheim
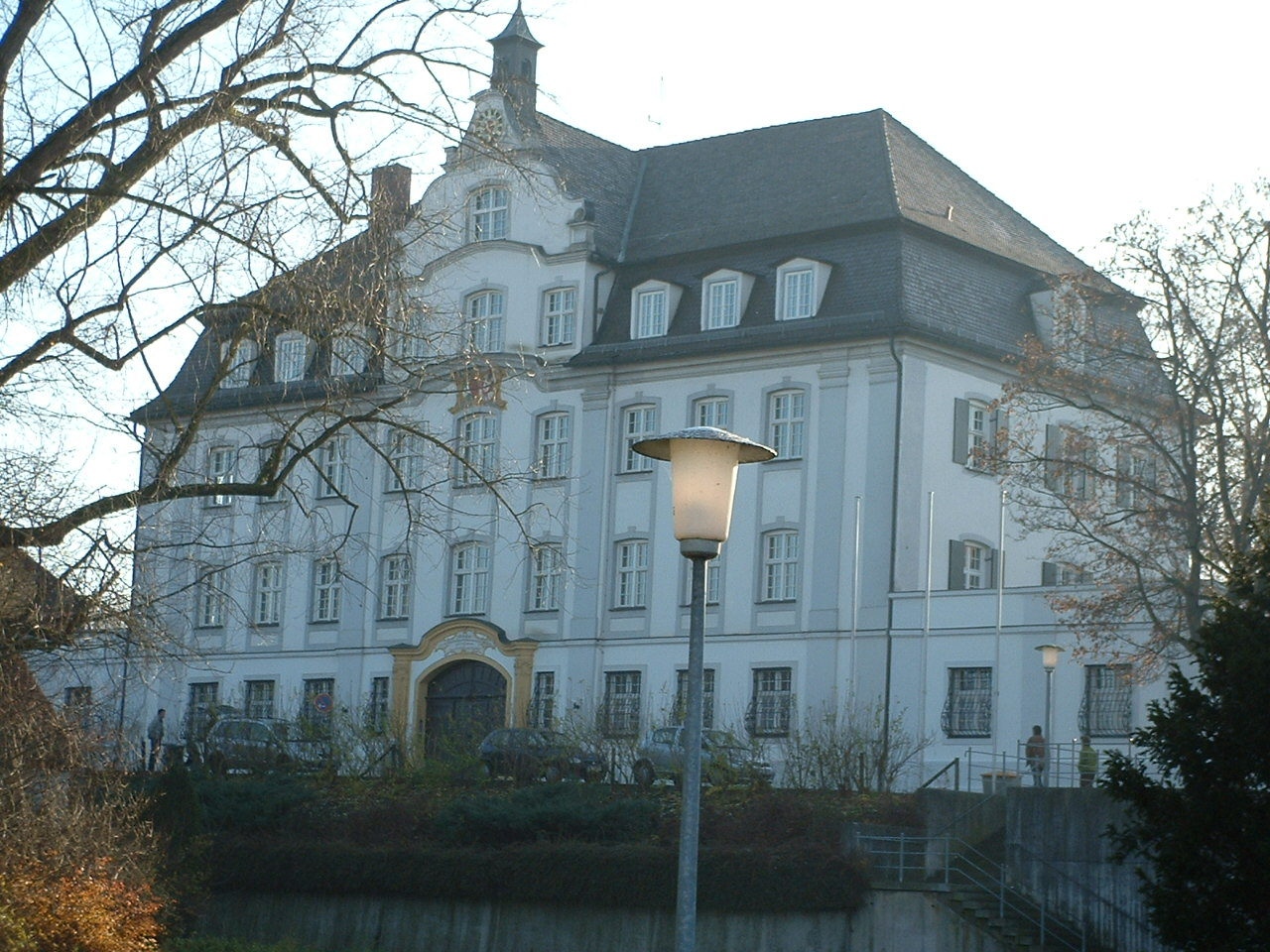
Schloss Kleinlaupheim
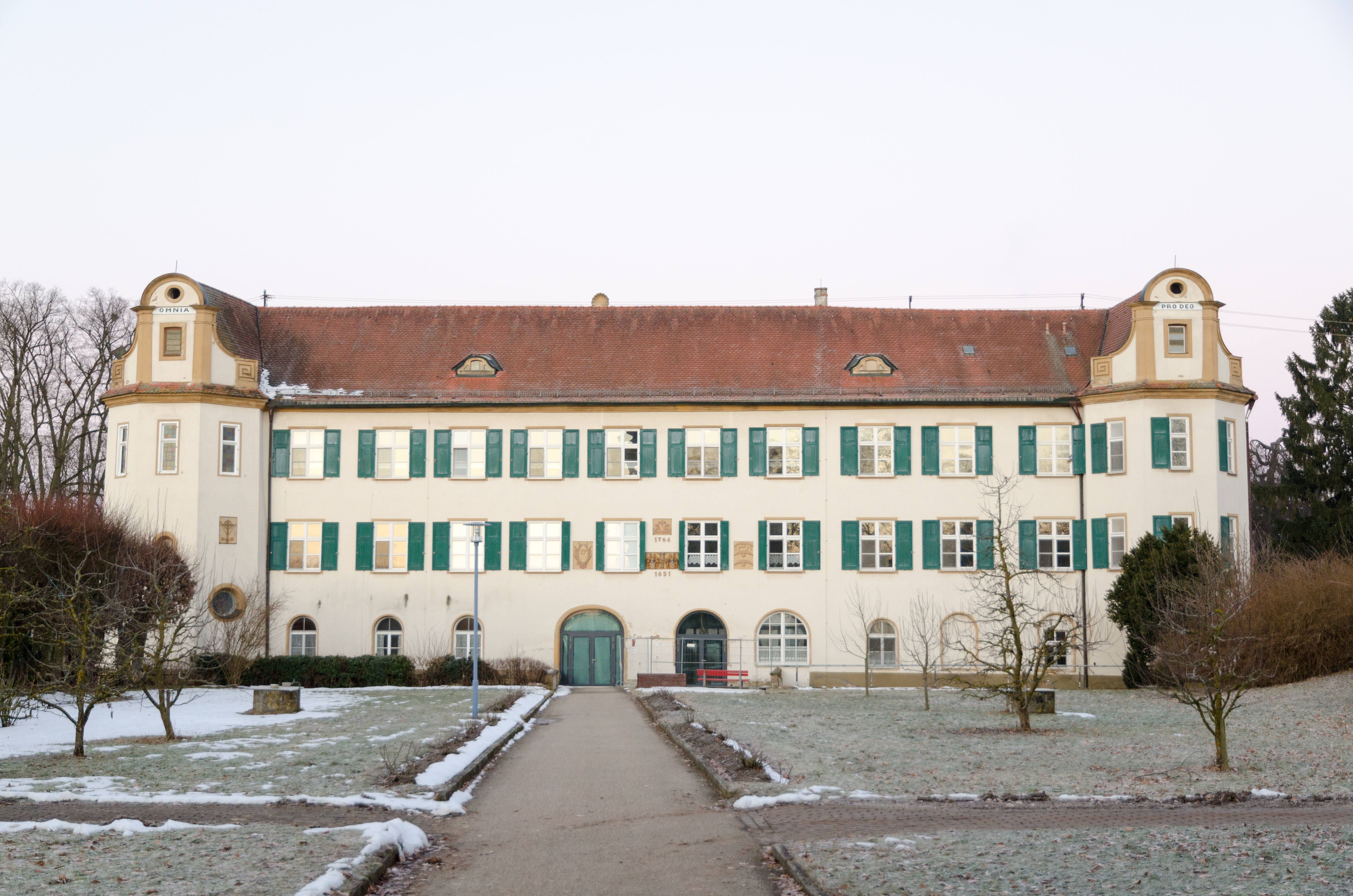
Schloss Hochaltingen
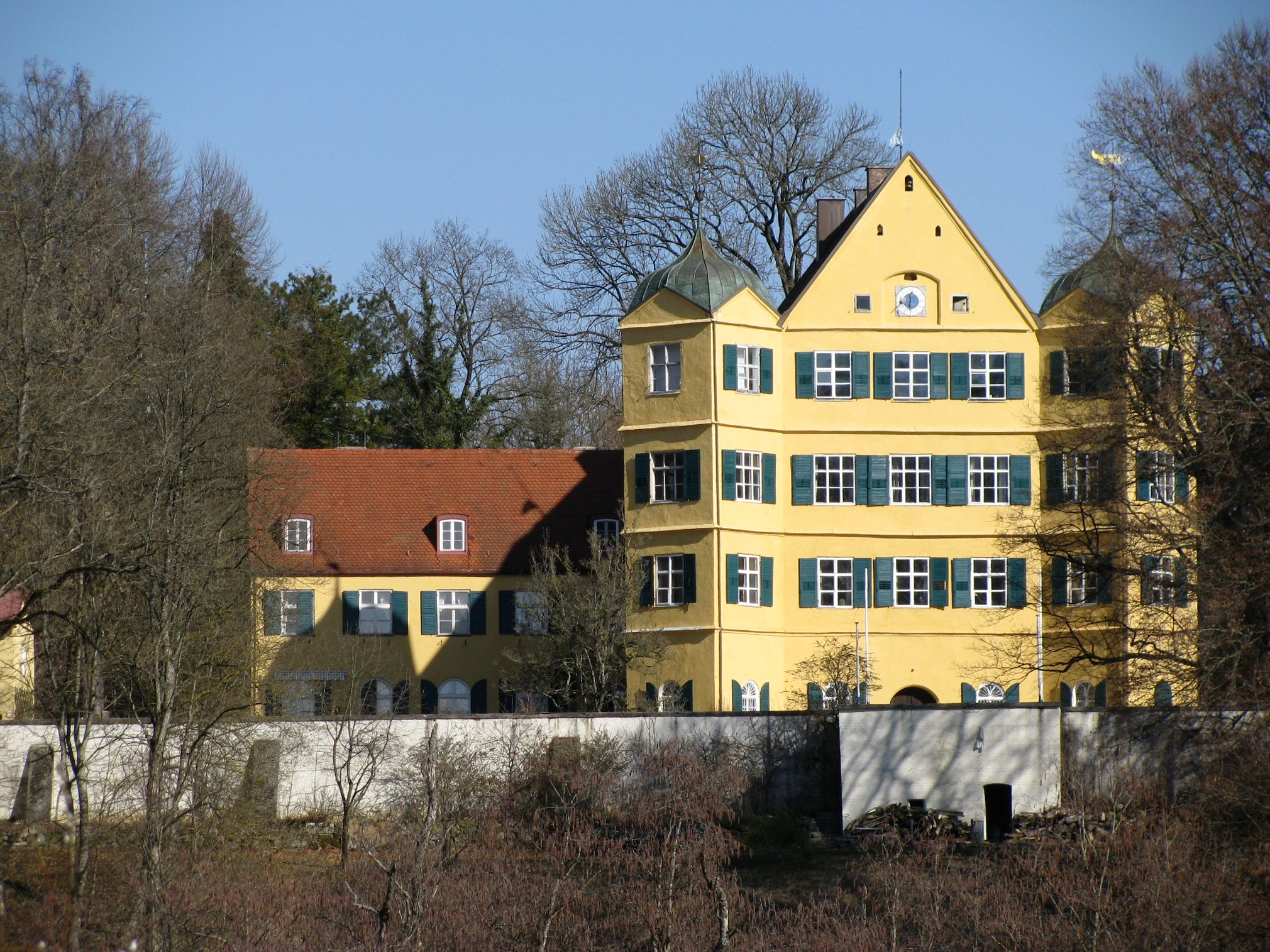
Schloss Leutstetten

## Wappen
Das Stammwappen ist im gespaltenen Schild vorne Rot ohne Bild, hinten in Grün ein silberner Balken (häufig auch umgekehrt gespalten). Auf dem Helm mit rot-silbernen Helmdecken zwei Büffelhörner, das rechte rot, das linke grün mit silbernem Balken belegt, oben mit je einer und seitlich mit zwei (oder drei) natürlichen Pfauenfedern besteckt.

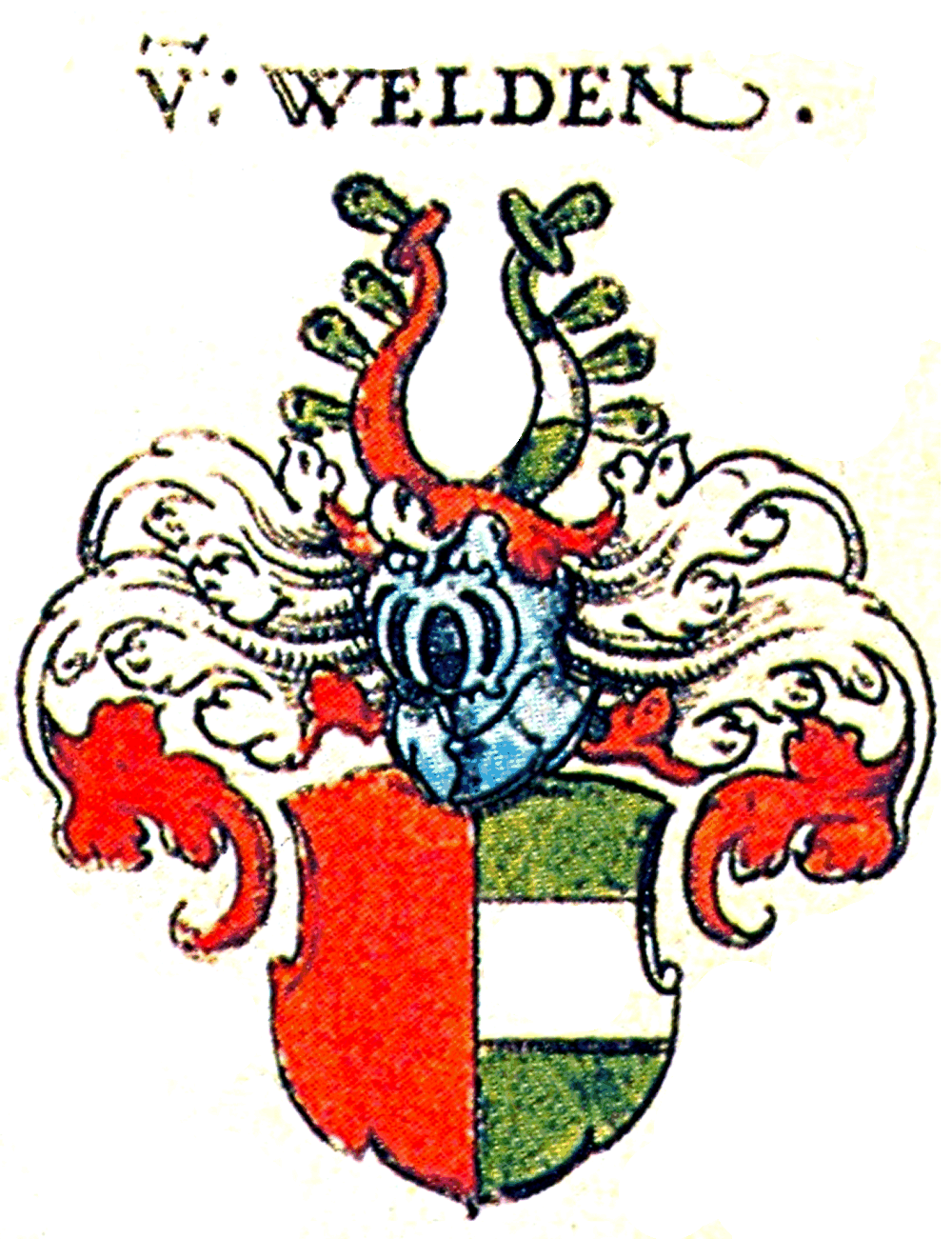
Wappen nach Siebmacher, 1605
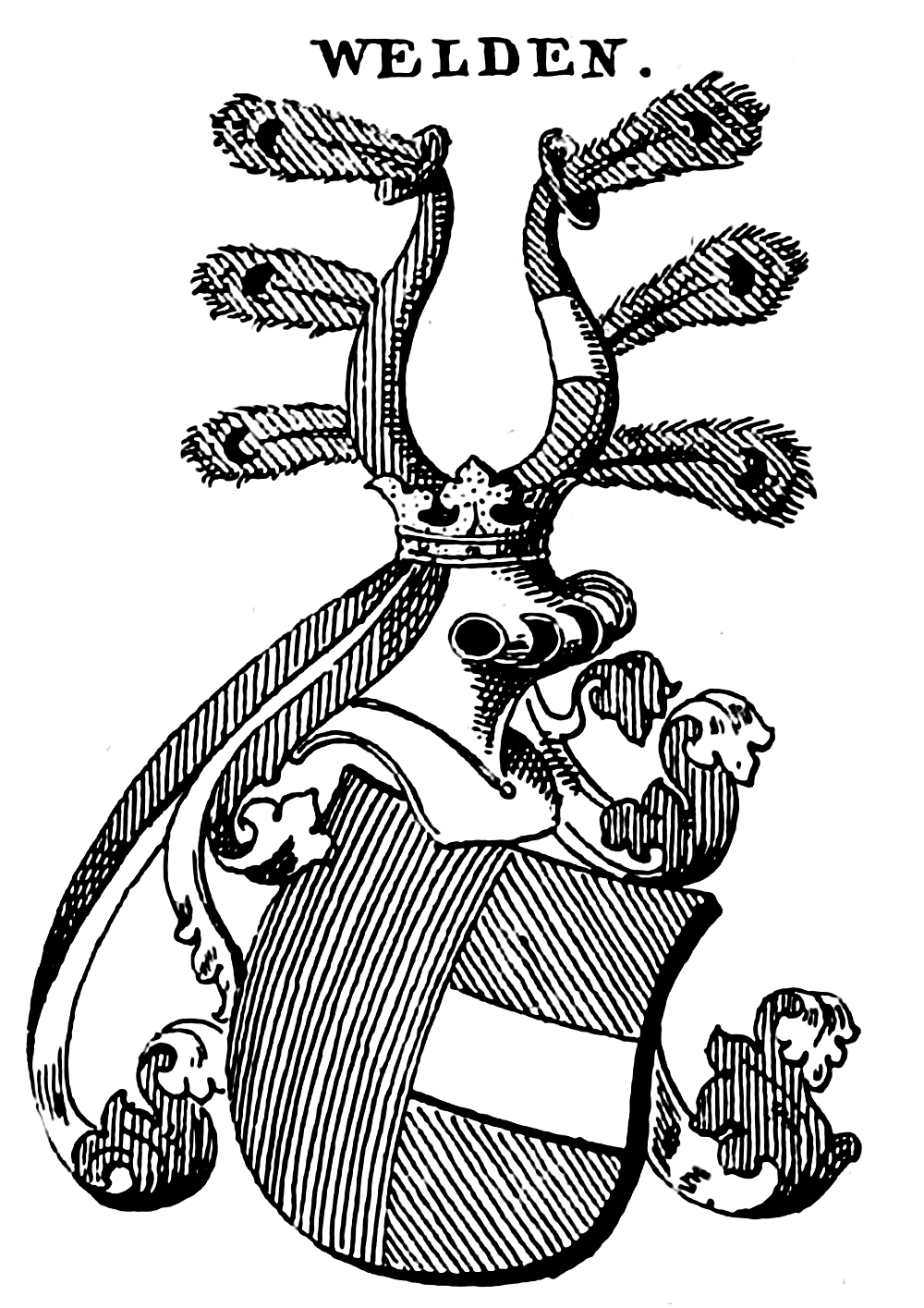
Wappen in Siebmachers Wappenbuch
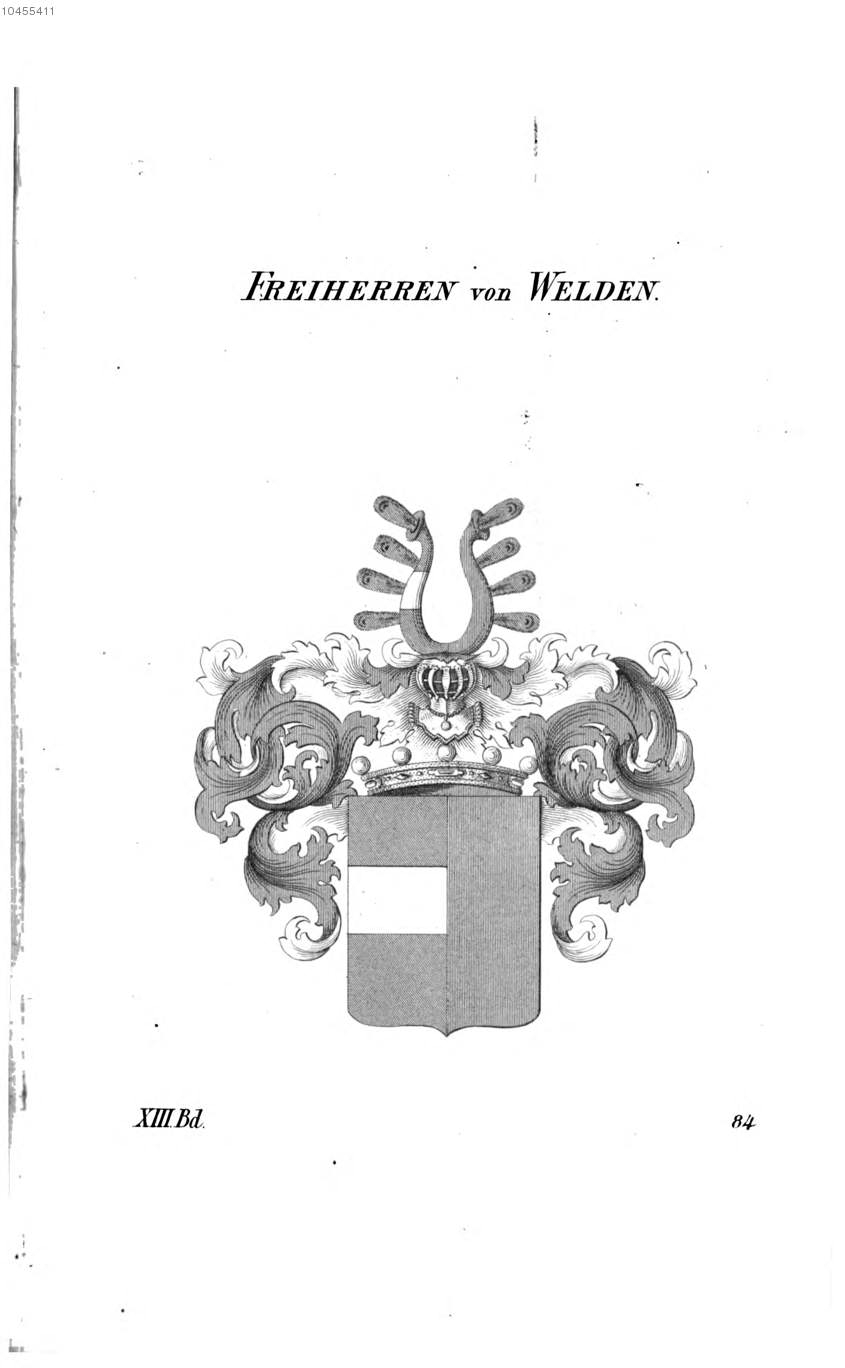
Wappen der Freiherren von Welden
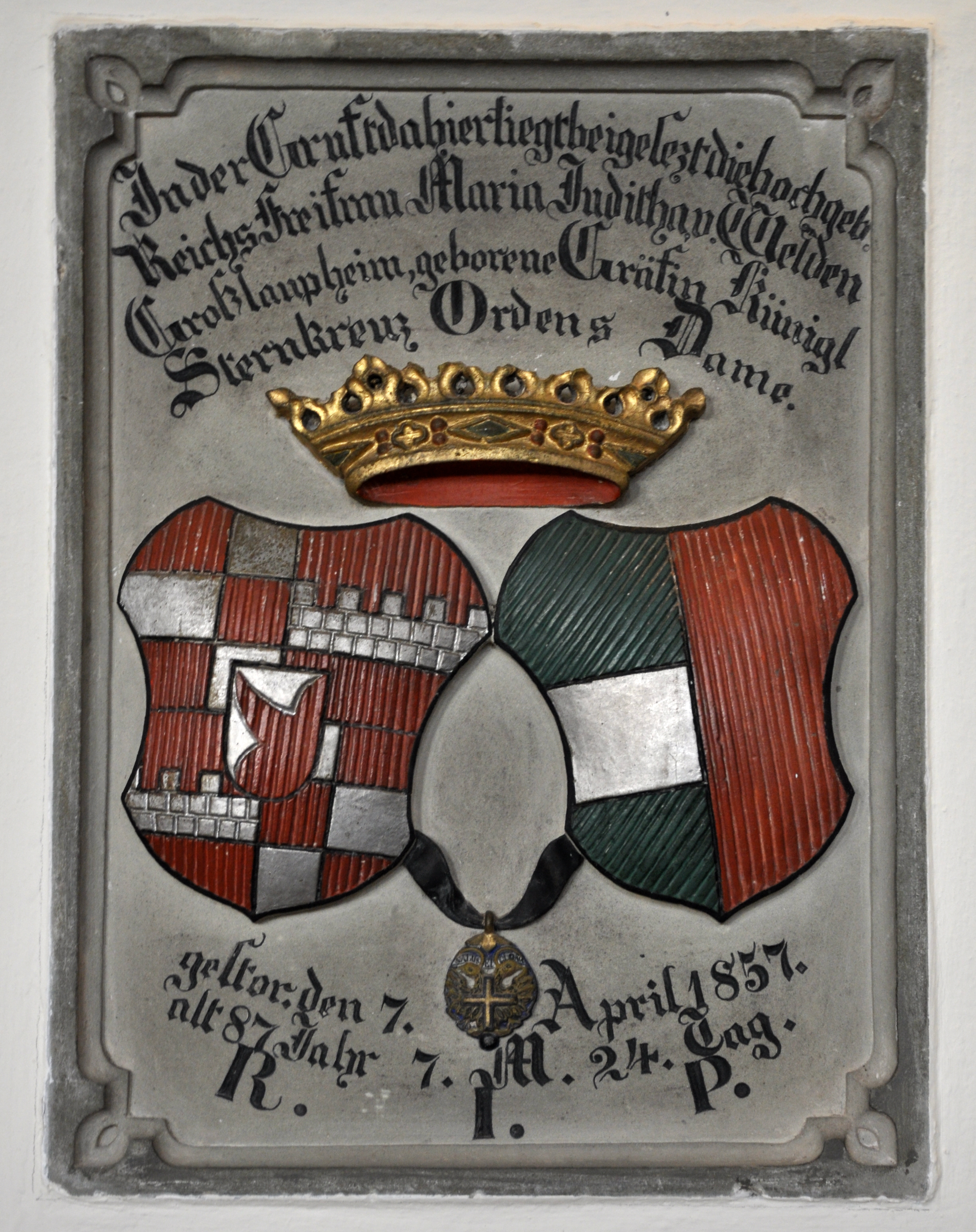
Allianzwappen in der Pfarrkirche von Hürbel
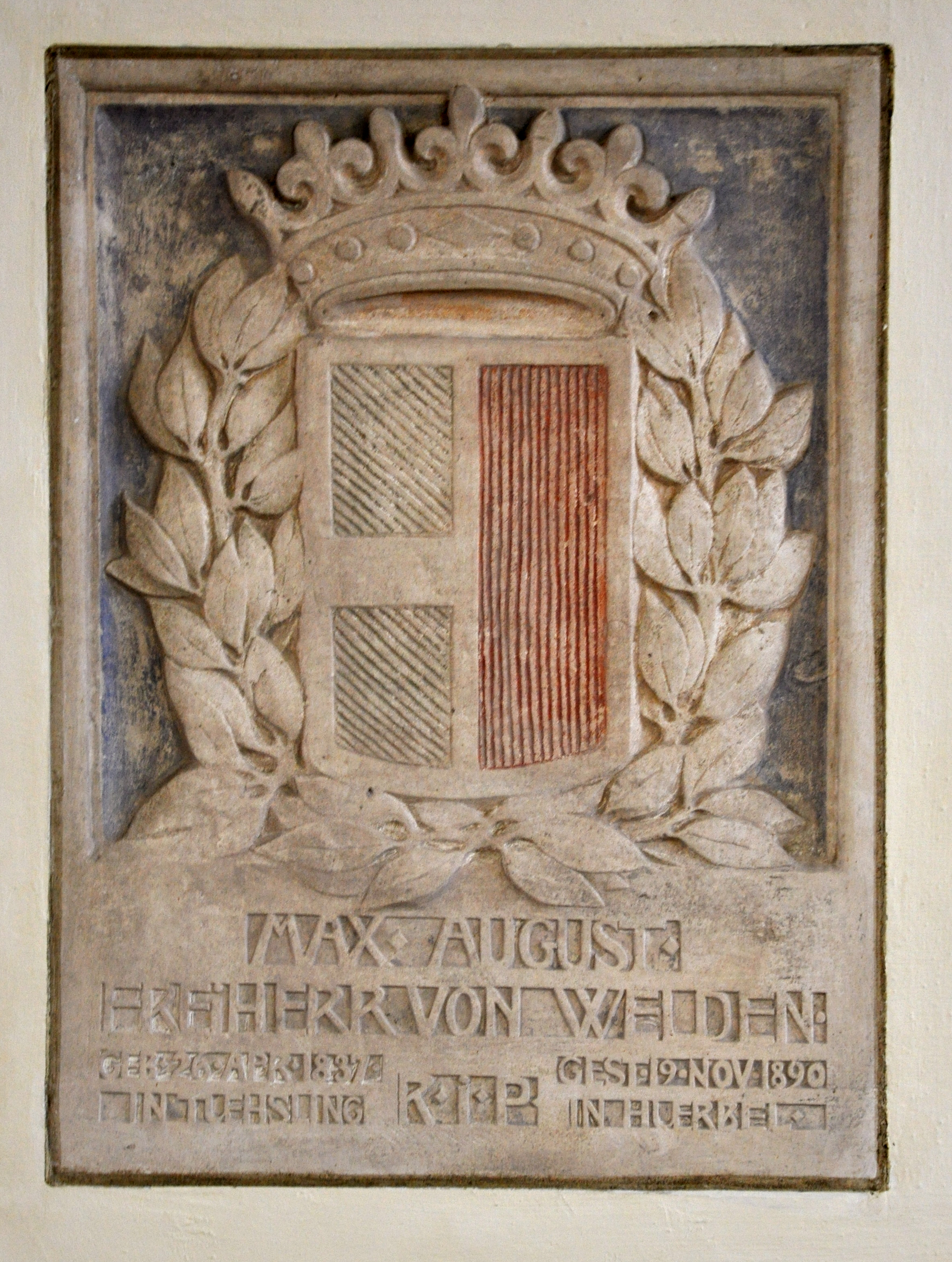
Epitaph Max August von Welden, 1890

## Angehörige
- Carl von Welden (1795–1873), württembergischer Landtagsabgeordneter
- Constantin Ludwig von Welden (1771–1842), bayerischer Gutsbesitzer und Verwaltungsbeamter
- Franz Xaver Konrad von Welden (1785–1856), württembergischer Landtagsabgeordneter
- Georg Karl von Welden (1801–1857), bayerischer Regierungsbeamter, zuletzt Regierungspräsident von Schwaben
- Leo von Welden (1899–1967), deutscher Maler
- Ludwig von Welden (1782–1853), österreichischer Feldzeugmeister
- Ludwig Joseph von Welden (1727–1788), Fürstbischof von Freising